# Attersee am Attersee
Attersee am Attersee
ist eine Gemeinde in Oberösterreich im Bezirk Vöcklabruck im Hausruckviertel mit 1646 Einwohnern (Stand 1. Jänner 2024). Die Gemeinde liegt im Gerichtsbezirk Vöcklabruck.

## Geografie
Die Gemeinde Attersee liegt auf 496 m Höhe am Westufer des Attersees. Die Ausdehnung beträgt von Nord nach Süd 5,3 km, von West nach Ost 4,6 km. Die Gesamtfläche beträgt 14,7 km², 21,1 % der Fläche sind bewaldet, 36,7 % der Fläche sind landwirtschaftlich genutzt.

### Gemeindegliederung
Das Gemeindegebiet umfasst folgende neun Ortschaften (in Klammern Einwohnerzahl Stand 1. Jänner 2024):
- Abtsdorf (367)
- Altenberg (72)
- Attersee (381)
- Aufham (88)
- Breitenröth (69)
- Mühlbach (150)
- Neuhofen (190)
- Oberbach (62)
- Palmsdorf (267)

Die Gemeinde besteht aus den Katastralgemeinden Abtsdorf und Attersee.

### Nachbargemeinden
| St. Georgen im Attergau | Berg im Attergau                            | Schörfling am Attersee |
| Straß im Attergau       | Kompassrose, die auf Nachbargemeinden zeigt | Weyregg am Attersee    |
|                         | Nußdorf am Attersee                         |                        |

## Geschichte
In der Jungsteinzeit gab es zahlreiche Pfahlbauten, welche in den See gebaut wurden. Pfahlbaufunde am Seeboden vor den Ortschaften Aufham und Altenberg bezeugen eine dichte Besiedelung in der Jungsteinzeit. Auch der Buchberggipfel scheint in vorgeschichtlicher Zeit bewohnt gewesen zu sein.
Aus der Römerzeit sind bisher keine archäologisch bedeutenden Funde bekannt. Eindrucksvoll sind jedoch die Spuren aus dem Mittelalter, welche durch Ausgrabungen auf dem Kirchberg seit den siebziger Jahren wissenschaftlich erforscht werden.
Das weltliche Zentrum befand sich im Frühmittelalter in dem heutigen Ort Attersee. Auf dem Atterseer Kirchberg gab es einen Königshof (lat. curtis), der 885 erstmals als „Atarnhova“ (Atterhofen) urkundlich erwähnt wurde und im Laufe des 9. Jahrhunderts mehrmals von fränkischen Königen aufgesucht wurde. Zum Beispiel war König Arnulf 888 in Attersee anwesend.
1007 wurde das Herrschaftsgebiet der Atterseer Burg von König Heinrich II. an das neu gegründete Bistum Bamberg mit Bischof Eberhard I. geschenkt. Damit gehörte Attersee zum Bistum Bamberg. Zu diesem Besitz im Attergau gehörten „Dörfer, Weiler, Kirchen, Knechte und Mägde, freie Bauplätze und Gebäude, Kultur- und Wildland, Wälder und Forste, Gewässer mit Fischereirechten und Mühlen“. All dies verzeichnet die in lateinischer Sprache verfasste Schenkungsurkunde. Der Attergau umfasste zu dieser Zeit das Gebiet des heutigen Bezirkes Vöcklabruck. Das Mondseerland war ausgenommen.
Die Burg zu Attersee wurde in der Folgezeit mit Befestigungsanlagen ausgebaut und war im Hochmittelalter das Herrschaftszentrum des Attergaues. Erst im Spätmittelalter verfiel das Bauwerk, als eine neue Burg (urkundl. ca. 1440 als „Neu Attersee“, später „Kogl“ genannt) auf dem Koglberg bei St. Georgen errichtet wurde.

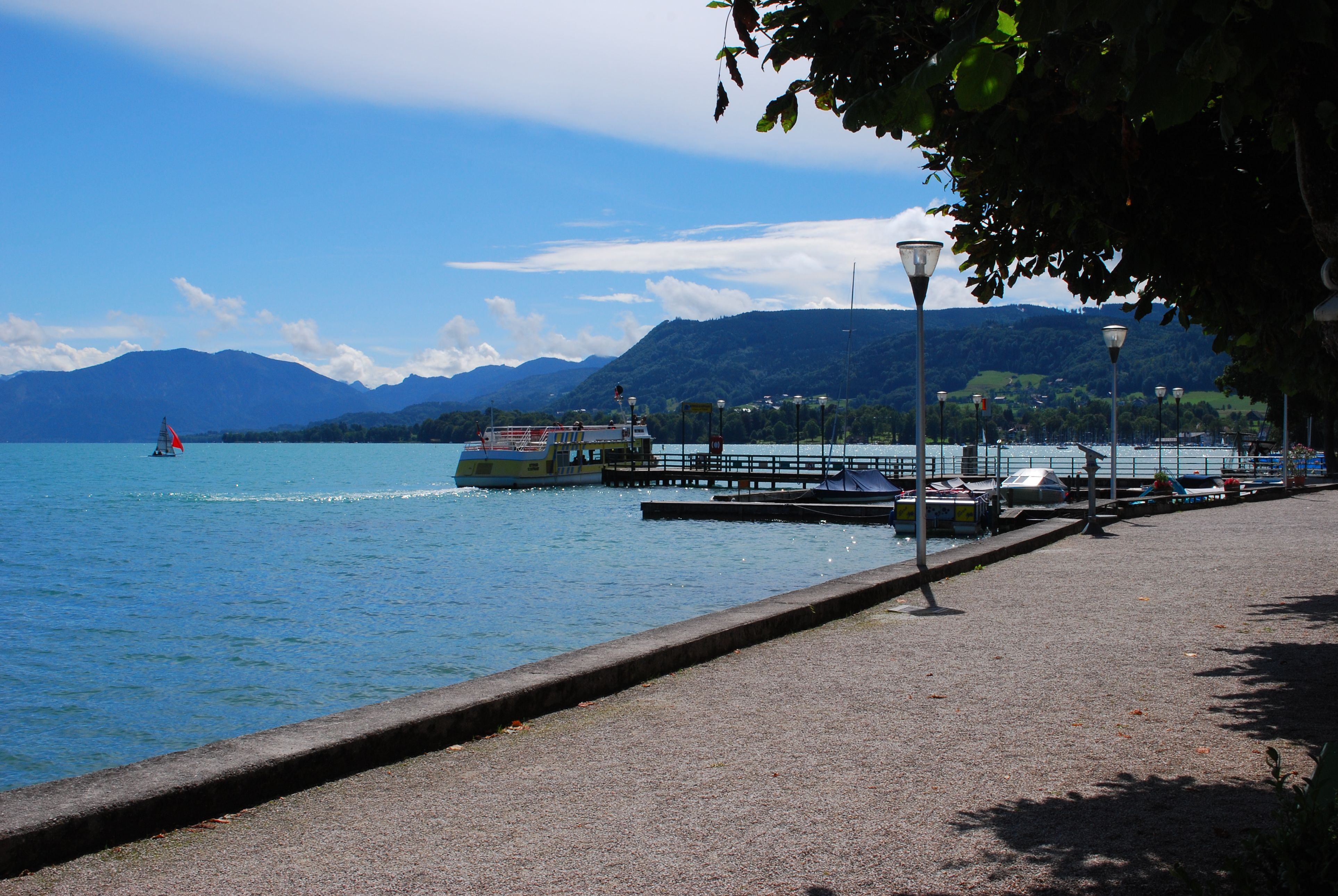
Seepromenade in Attersee mit Schiffsanleger

1379 erwarben die Habsburger den Bamberger Besitz im Attergau von den Schaunbergern. Der Herrschaftsmittelpunkt wurde aber aus wehrtechnischen Gründen im Spätmittelalter auf den höher gelegenen Koglberg bei St. Georgen verlegt. Die Burganlage in Attersee war somit dem Verfall preisgegeben.
Die Reste der Burganlage liegen unter dem Kirchenplatz und unter dem Schulgarten. In der Barockzeit war Attersee ein vielbesuchter Wallfahrtsort.
Attersee ist seit 1276 eine Pfarre. Die gotische Pfarr- und Wallfahrtskirche Maria Himmelfahrt steht hoch über dem Ort auf dem historischen Kirchenberg, der früher ein Burgberg war. Die Kirche ging aus der gotischen Burgkapelle hervor. In den Jahren 1712 bis 1728 ließ der Patronatsherr Anton Graf Khevenhüller das Gotteshaus durch den Barockbaumeister Jakob Pawanger umbauen. Damals bekam auch der Turm den barocken Zwiebelhelm aufgesetzt. Der Hochaltar zeigt das Gnadenbild „Maria in der Sonne“.  Wallfahrtskirche ist sie seit 1652, als der Kultgegenstand in ihr aufgestellt wurde.

## Kultur und Sehenswürdigkeiten

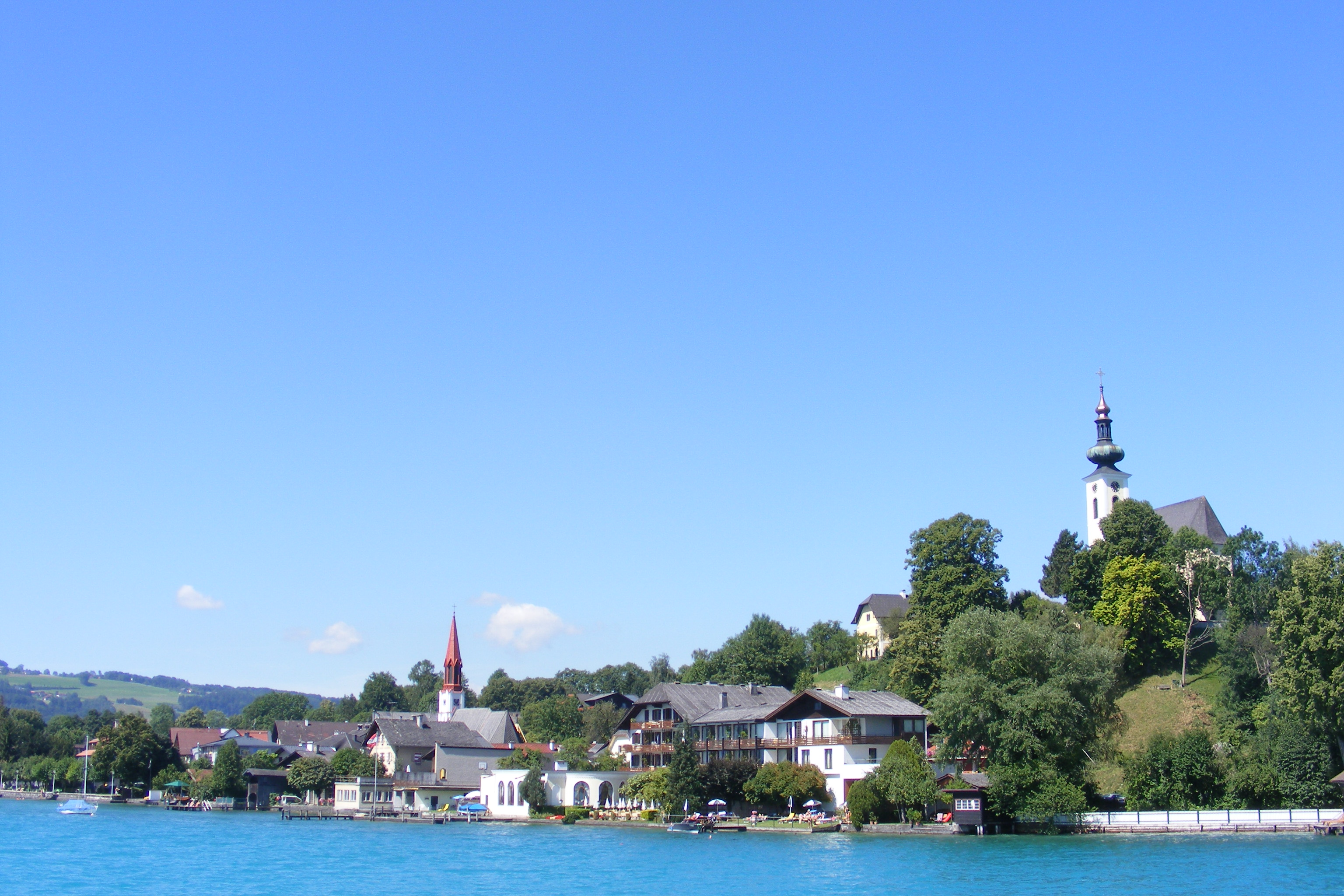
Attersee

- Katholische Pfarr- und Wallfahrtskirche Attersee: Die erste Kirche wurde von Bischof Eberhard I. im Jahr 1010 erbaut. In der Barockzeit erlebte Attersee als Wallfahrtsort einen neuen Aufschwung. Nach der Übertragung des Gnadenbildes „Maria in der Sonne“ von St. Georgen nach Attersee 1652 wurde die frühere gotische Schlosskirche zu einer barocken Wallfahrtskirche ausgebaut. Anfang des 18. Jahrhunderts wurde der Bau vergrößert und der Innenraum in der bis heute erhaltenen Form barockisiert. Das Zentrum des Hochaltars ist das Marienbild in einem Rokoko-Silberrahmen. Die Statur „Maria mit dem Kind“ darüber könnte von einem früheren gotischen Altar stammen. Sie wurde erst bei der Kirchenrenovierung 1910 wieder am Hochaltar aufgestellt. Ein besonderes Kunstwerk ist das gotische Relief der Anbetung der Weisen aus dem Morgenlande (hier als Replik). Von großem kunstgeschichtlichen Wert sind auch die vom Mondseer Bildhauer Meinrad Guggenbichler geschnitzten Statuetten von den drei Kirchenlehrern, welche sich nun unter einem Glassturz am rechten Seitenaltar befinden.
- Evangelische Kirche Attersee: Ein spätgotischer Sakralbau mit neugotischer Einrichtung. Bis 1813 war die Kirche die röm.-kath. Pfarrkirche von Attersee. Zwischen 1810 und 1816 gehörte der westliche Teil des Attersees zum Königreich Bayern. Im Jahr 1813 wurde die evangelische Pfarre Attersee durch den bayrischen König errichtet. Der Hintergrund dafür war, dass sich die Toleranzgemeinde Rutzenmoos, zu der die evangelischen Familien des Attergaues seit der Gewährung der Religionsfreiheit durch Joseph II. gehörten, damals im österreichischen Ausland befand.
- Pfarrkirche Abtsdorf: Die Pfarre Abtsdorf, welche bereits 1142 urkundlich erwähnt wird, gehörte bis zur Auflösung des Klosters (1791) zum Benediktiner-Stift Mondsee. Die frühere Zugehörigkeit zu Mondsee kommt auch im Ortsnamen Abtsdorf zum Ausdruck. Die drei Altäre und die Kanzel schuf der Mondseer Bildhauer Meinrad Guggenbichler in den Jahren 1699 bis 1703.
- Kunstfestival Perspektiven Attersee: Seit 2011 macht es sich die jährliche Veranstaltungs- und Ausstellungsreihe zur Aufgabe[3], den öffentlichen Raum des Ferienorts Attersee über die Sommermonate mit Kunst zu füllen. Die durch verändertes Einkaufsverhalten und das Aussterben des ländlichen Kleinhandels leer stehenden Geschäftslokale im Ortskern, werden temporär bespielt, als Kreativraum und Begegnungszone[4]. In den ersten Jahren des Projekts stellten Fotoinstallationen hauptsächlich die Problematik der früher florierenden Geschäfte und Straßen in den Mittelpunkt, mittlerweile hat sich das programmatische Spektrum des Festivals um Grafikdesign, Fotografie, Modedesign und Tanz erweitert.

## Politik

### Gemeinderat
Der Gemeinderat hat 19 Mitglieder.
- Mit den Gemeinderats- und Bürgermeisterwahlen in Oberösterreich 2003 hatte der Gemeinderat folgende Verteilung: 9 ÖVP, 8 SPÖ und 2 FPÖ.
- Mit den Gemeinderats- und Bürgermeisterwahlen in Oberösterreich 2009 hatte der Gemeinderat folgende Verteilung: 9 ÖVP, 8 SPÖ und 2 FPÖ.
- Mit den Gemeinderats- und Bürgermeisterwahlen in Oberösterreich 2015 hatte der Gemeinderat folgende Verteilung: 8 ÖVP, 8 SPÖ und 3 FPÖ.
- Mit den Gemeinderats- und Bürgermeisterwahlen in Oberösterreich 2021 hat der Gemeinderat folgende Verteilung: 7 ÖVP, 7 Grüne, 3 SPÖ und 2 PRO.[5]

### Bürgermeister
Bürgermeister von Abtsdorf bis zur Eingemeindung 1941 waren:
- 1875–1899 Anton Schimer
- 1899–1906 Jakob Lohninger
- 1906–1909 Franz Hollerwöger
- 1909–1912 Georg Hitzl
- 1912–1919 Johann Pichler
- 1919–1924 Alois Nußdorfer
- 1924–1933 Josef Preisinger
- 1933–1936 Georg Hitzl
- 1936–1941 Franz Segner

Bürgermeister von Attersee seit 1850 waren:
- 1850–1855 Franz Peyer
- 1855–1861 Franz Haberl
- 1861–1864 Anton Hager
- 1864–1867 Vinzenz Tanter
- 1867–1870 Josef Peyer
- 1870–1873 Anton Hager
- 1873–1876 Michael Danter
- 1876–1879 Franz Sagerer
- 1879–1885 Anton Hager
- 1885–1888 Franz Sagerer
- 1888–1891 Johann Aigner
- 1891–1894 Anton Hager
- 1894–1897 Johann Schöller
- 1897–1900 Heinrich Linser
- 1900–1903 Franz Aicher
- 1903–1906 Hermann Oehn (Öhn)
- 1906–1910 Josef Oberndorfer
- 1910–1918 Eduard Schrott
- 1918–1921 Ferdinand Moritz
- 1921–1923 Eduard Riedler
- 1923–1929 Mathias Aigner
- 1929–1934 Ferdinand Moritz
- 1934–1935 Jakob Kohlhofer
- 1935–1938 Karl Scholtes
- 1938–1938 Josef Aichberger
- 1938–1941 Leopold Birgmayr

Bürgermeister von Attersee seit der Eingemeindung mit Abtsdorf 1941 waren:
- 1941–1945 Leopold Birgmayr
- 1945–1945 Rudolf Hasler
- 1945–1966 Josef Rinner
- 1966–1970 Viktor Eichler
- 1970–1983 Walter Aicher
- 1983–2004 Karl Oberndorfer
- 2004–2009 Anton Resch (ÖVP)
- 2009–2021 Walter Kastinger (SPÖ)
- seit 2021 Rudolf Hemetsberger (Grüne)[7]

### Wappen
Blasonierung: „Durch einen goldenen, oben gezinnten, unten eingebogenen Balken geteilt; oben in Rot eine goldene, fünfzackige Krone; unten in Blau ein silberner Fisch.“ Die Gemeindefarben sind Weiß-Blau.
Das 1972 verliehene Wappen erinnert mit Krone und Zinnen daran, dass auf dem Atterseer Kirchberg schon im 9. Jahrhundert ein Königshof stand. Der Fisch auf blauem Grund steht für die Lage am Attersee und die Fischerei als früher bedeutenden Wirtschaftszweig.

## Persönlichkeiten

### Ehrenbürger der Gemeinde
- 1950: Matthäus Krischer, Spengler und Dachdecker[9]

### Mit der Gemeinde verbundene Persönlichkeiten
- Josef Peyr (1835–1881), Müller und Abgeordneter zum Österreichischen Abgeordnetenhaus, hier geboren
- Hans Till (1920–2012), Gärtner